# Верхньодеревечка
Верхньодереве́чка — село в Україні, у Сорокинській міській громаді Довжанського району Луганської області. Населення становить 49 осіб.

## Географія
Географічні координати Верхньодеревечки: 48°11' пн. ш. 39°43' сх. д. Часовий пояс — UTC+2. Загальна площа села — 1,15 км². Довжина Верхньодеревечки з півночі на південь — 2,1 км, зі сходу на захід — 1,7 км.
Село розташоване у східній частині Донбасу за 10 км від районного центру — міста Сорокине. Через село протікає річка Деревечка.

## Історія
Верхньодеревечка була бригадним селом колгоспу «Шлях Леніна», центральна садиба якого знаходилася у селі Нижньодеревечка.
12 червня 2020 року, відповідно до Розпорядження Кабінету Міністрів України № 717-р «Про визначення адміністративних центрів та затвердження територій територіальних громад Луганської області», увійшло до складу Сорокинської міської громади.
17 липня 2020 року, в результаті адміністративно-територіальної реформи та ліквідації  Сорокинського району, увійшло до складу новоутвореного Довжанського району.

## Населення
За даними перепису 2001 року населення села становило 49 осіб, з них 6,12% зазначили рідною мову українську, 93,88% — російську.